# Slavko Svinjarević
Slavko Svinjarević (ur. 6 kwietnia 1935 w Sremski Karlovci, zm. 2006) – jugosłowiański piłkarz występujący podczas kariery zawodniczej na pozycji obrońcy w klubach: FK Vojvodina i Wormatia Worms oraz w reprezentacji Jugosławii. Uczestnik Mistrzostw Świata 1962.
W reprezentacji zadebiutował 16 maja 1962 roku w meczu z NRD (3:1).